# VolterraTeatro
Il VolterraTeatro è una delle più longeve manifestazioni di teatro contemporaneo d' Italia.
Il VolterraTeatro, nato nel 1987 grazie all'iniziativa di Vittorio Gassman, seguito da Renato Niccolini, poi da Roberto Bacci, quindi è stato diretto per molti anni da Armando Punzo ed ora è guidato da Andrea Kaemmerle.
Il festival si svolge in luglio ed è caratterizzato dalla costante presenza fra le altre compagnie della Compagnia della Fortezza, il gruppo di teatro nato all'interno del carcere di Volterra.